# 阿合奇镇
阿合奇镇，是中华人民共和国新疆维吾尔自治区克孜勒苏柯尔克孜自治州阿合奇县下辖的一个乡镇级行政单位。

## 行政区划
阿合奇镇下辖以下地区：
健康路社区、和平路社区、吾曲村、加郎奇村和皮昌村。